# Sudetendeutsche Stiftung
Die Sudetendeutsche Stiftung ist eine rechtsfähige Stiftung öffentlichen Rechts mit Sitz in München. Sie wurde mit Wirkung vom 1. August 1970 durch Gesetz errichtet. Sie verfolgt gemeinnützige Zwecke, pflegt insbesondere das sudetendeutsche Kulturgut, erhält es im Bewusstsein der Vertriebenen, der gesamten deutschen Bevölkerung und des Auslands als bleibendes Zeugnis, nimmt Vermögensgegenstände auf, nutzt und verwaltet diese treuhänderisch für ihre Zwecke, auch betreut sie Einrichtungen mit Beziehung zur Sudetendeutschen Volksgruppe (Art. 2 SudetStG).
„Der Freistaat Bayern hat mit einer Zuwendung von 200.000 DM und die Sudetendeutsche Landsmannschaft mit 100.000 DM das Grundstockvermögen der Stiftung geschaffen“, erklärte der bayerische Staatsminister Fritz Pirkl (CSU) auf dem Sudetendeutschen Tag des Jahres 1972 in Stuttgart. Im Jahre 1974 erhielten landsmannschaftliche Einrichtungen aufgrund des Gesetzes zur Abwicklung der unter Sonderverwaltung stehenden Vermögen von Kreditinstituten, Versicherungsunternehmen und Bausparkassen (BGBl. 1972 I S. 465) Bundesmittel in Höhe von 29 Millionen DM. Diese Mittel stammen aus Guthaben von Kreditinstituten aus den ost- und sudetendeutschen Gebieten; die Sudetendeutsche Stiftung erhielt davon mit 12 Millionen DM den größten Einzelbetrag.
Im Jahre 1984 erklärte der Vorsitzende der Stiftung und Bundestagsabgeordnete Fritz Wittmann (CSU): „In den abgelaufenen zehn Jahren sind dann bis heute aus dem Westvermögen sudetendeutscher Institute der Sudetendeutschen Stiftung circa 23 Millionen DM zugeflossen.“ Das Stiftungskapital wurde Anfang der 1990er-Jahre vom Freistaat Bayern durch Zustiftung um 5 Millionen DM aufgestockt, um die Finanzierung der gewachsenen Aufgaben der sudetendeutschen Volksgruppe nach der politischen Wende von 1989 zu verbessern. Aus den Erträgen der Stiftung werden insbesondere kulturelle Vorhaben und sudetendeutsche und deutsch-tschechische Begegnungen der Sudetendeutschen gefördert. Überwiegend erfolgt die Förderung projektbezogen.